# Panassac
Panassac é uma comuna francesa na região administrativa de Occitânia, no departamento de Gers. Estende-se por uma área de 9,17 km². Em 2010 a comuna tinha 298 habitantes (densidade: 32,5 hab./km²).